# Rufino Tamayo

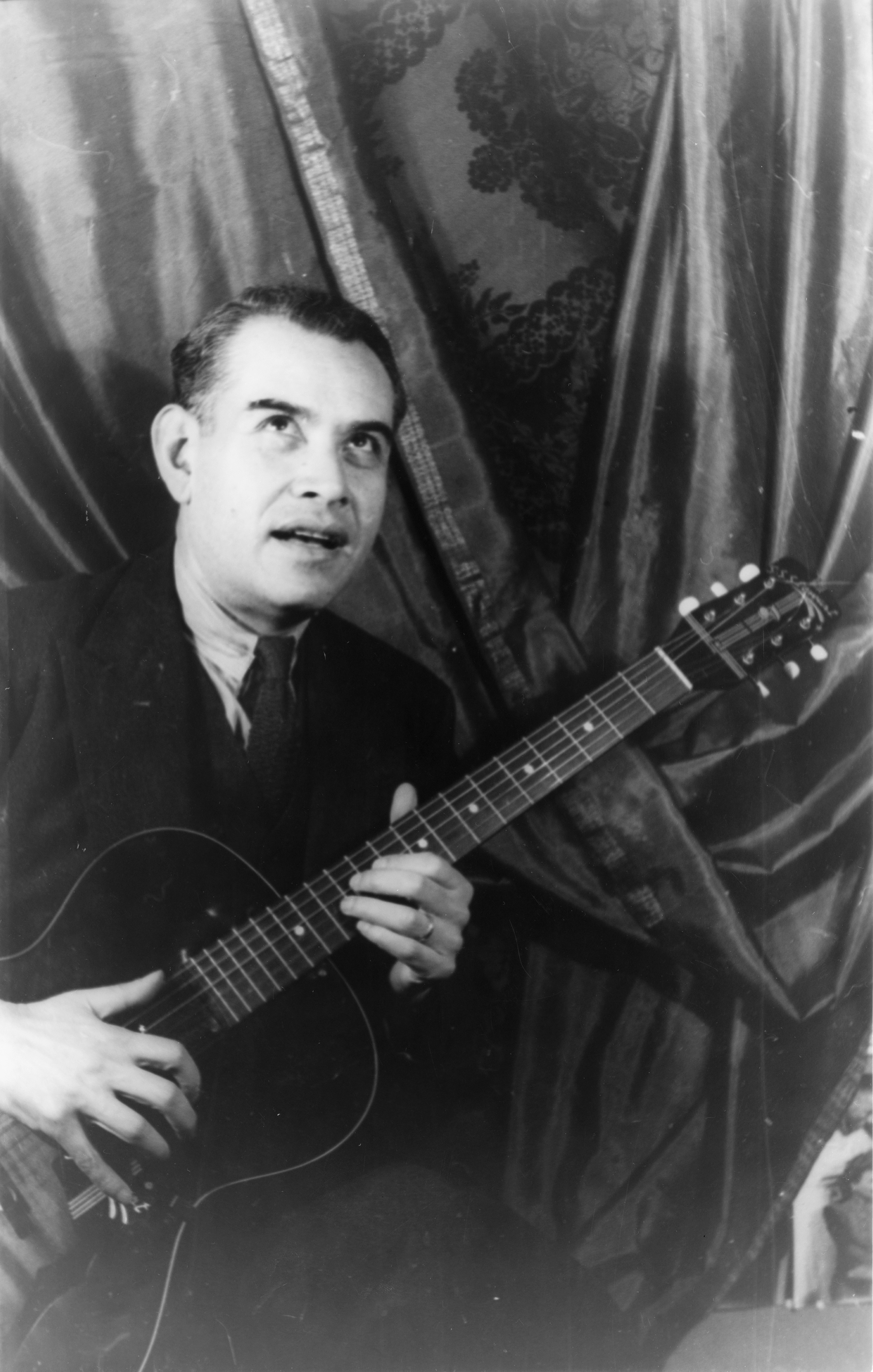
Rufino Tamayo

Rufino Arellanes Tamayo (* 26. August 1899 in Oaxaca de Juárez; † 24. Juni 1991) war ein mexikanischer Maler zapotekischer Herkunft.
Nach dem Tod seiner Mutter zog Tamayo 1911 nach Mexiko-Stadt zu Verwandten. Dort nahm er von 1915 Unterricht in den Abendklassen der Academia de San Carlos, 1917 wurde er dort Student bei Leandro Izaguirre und Roberto Montenegro. Ab 1921 war er Leiter der Abteilung für Ethnographische Zeichnung am Museo Nacional de Antropologia und von 1928 bis 1930 unterrichtete er an der ENBA.
In seinem Werk beschäftigte er sich vor allem mit den Traditionen Mexikos. Er stand damit abseits der zu seiner Zeit herrschenden Strömung, der Malerei eine politische Botschaft zu hinterlegen, wie es zum Beispiel José Clemente Orozco, Diego Rivera und David Alfaro Siqueiros taten. Er entwickelte eine neue Art Kunst, Mixografie genannt, deren bekanntestes Beispiel die Arbeit Dos Personajes Atacados por Perros darstellt.
Seine Gemälde und Mixografien wurden in namhaften Museen, wie der Philips Collection Washington, DC und dem Solomon R. Guggenheim Museum in New York, ausgestellt. Im Jahr 1959 war Rufino Tamayo Teilnehmer der documenta II in Kassel.

## Auszeichnungen
- 1961: Aufnahme in die American Academy of Arts and Letters[1]
- 1974: Ehrendoktorwürde University of Santo Tomas
- 1979: Ehrendoktorwürde UNAM
- 1979: Aufnahme in die American Academy of Arts and Sciences
- 1980: Aufnahme in die Academia de Artes
- 1982: Ehrendoktorwürde University of California
- 1988: Medalla Belisario Domínguez del Senado de la República
- 1991: Ehrendoktorwürde Universidad Veracruzana